# Simorhynchotus antennarius
Simorhynchotus antennarius is een vlokreeftensoort uit de familie van de Lycaeidae. De wetenschappelijke naam van de soort is voor het eerst geldig gepubliceerd in 1871 door Claus.